# Noctua flavescens
Noctua flavescens là một loài bướm đêm trong họ Noctuidae.